# Paragylla albovenosa
Paragylla albovenosa är en fjärilsart som beskrevs av Günter Theodor Tessmann 1928. Paragylla albovenosa ingår i släktet Paragylla och familjen björnspinnare. Inga underarter finns listade i Catalogue of Life.